# حشره‌خوار هارنا
 حشره‌خوار هارنا (نام علمی: Crocidura harenna) نام یک گونه از سرده حشره‌خوارهای دندان‌سفید است.